# Europa Cup (mannenhandbal) 1964/65
De European Champions Cup 1964/65 was de zesde editie van de hoogste handbalcompetitie voor clubs in Europa. Het Roemeense Steaua București won dat jaar de European Champions Cup.

## Deelnemers
| Tweede ronde          | Tweede ronde     | Tweede ronde    | Tweede ronde        |
| --------------------- | ---------------- | --------------- | ------------------- |
| ASK Vorwärts Berlin   | Berliner SV 1892 | Arild Oslo      | Burevestnik Tbilisi |
| Atlético de Madrid    | Dukla Praag      | Fram Reykjavik  | Steaua București    |
| Redbergslids Göteborg | Arsenal Helsinki | Ajax København  |                     |
| Eerste ronde          |                  |                 |                     |
| ROC Flémalle          | HB Dudelange     | Honved Budapest | FC Porto            |
| Śląsk Wrocław         | Operatie '55     | Grasshopper     | Medveščak           |
| US Ivry               | Rapid Wien       |                 |                     |

## Toernooi

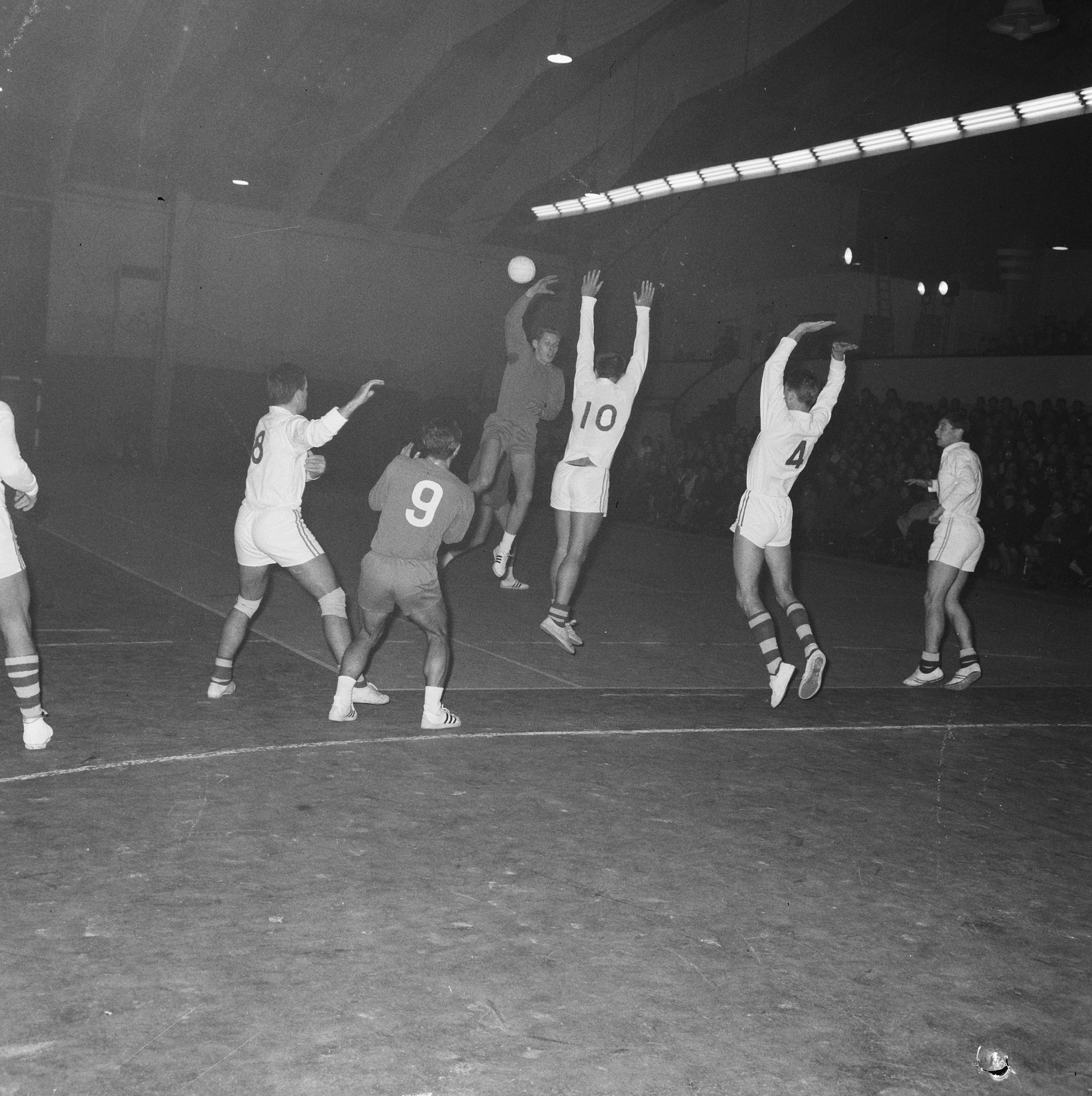
Kwalificatieronde Champions Cup 1964/65, Operatie '55 tegen HB Dudelange (11-12).

### Eerste ronde
| Team 1        | Score | Team 2          |
| ------------- | ----- | --------------- |
| ROC Flémalle  | 19-11 | Grasshopper     |
| Operatie '55  | 11-12 | HB Dudelange    |
| US Ivry       | 13-6  | FC Porto        |
| Rapid Wien    | w.o.  | Medveščak       |
| Śląsk Wrocław | w.o.  | Honved Budapest |

### Tweede ronde
| Team 1                | Score  | Team 2              |
| --------------------- | ------ | ------------------- |
| Steaua București      | 17-14  | ASK Vorwärts Berlin |
| Redbergslids Göteborg | 25-20. | Fram Reykjavik      |
| Grasshopper           | 20-15  | Atlético de Madrid  |
| Berliner SV 1892      | 21-13  | Arild Oslo          |
| US Ivry               | 17-10  | HB Dudelange        |
| Ajax København        | w.o.   | Arsenal Helsinki    |
| Medveščak             | 14-12  | Dukla Praag         |
| Burevestnik Tbilisi   | 32-18  | Śląsk Wrocław       |

### Kwartfinale
| Team 1                | Score | Team 2              | 1     | 2     |
| --------------------- | ----- | ------------------- | ----- | ----- |
| Redbergslids Göteborg | 22-55 | Steaua București    | 11-24 | 11-26 |
| Berliner SV 1892      | 29-34 | Grasshopper         | 12-18 | 15-16 |
| US Ivry               | 34-55 | Ajax København      | 19-26 | 13-21 |
| Medveščak             | 34-34 | Burevestnik Tbilisi | 21-13 | 13-21 |

### Halve finale
| Team 1           | Score | Team 2         | 1     | 2     |
| ---------------- | ----- | -------------- | ----- | ----- |
| Steaua București | 19-11 | Grasshopper    | 19-11 | ?     |
| Medveščak        | 41-35 | Ajax København | 20-24 | 21-11 |

### Finale
| Datum        | Team 1           | Score | Team 2      | Locatie         |
| ------------ | ---------------- | ----- | ----------- | --------------- |
| 4 april 1965 | Steaua București | 19-11 | Grasshopper | Lyon, Frankrijk |

|                             |
|                             |
| Steaua București 1ste titel |